# Lijst van burgemeesters van Woudrichem
Dit is een lijst van burgemeesters van de voormalige Nederlandse gemeente Woudrichem in de provincie Noord-Brabant.
| Ambtsperiode            | Naam burgemeester                          | Partij of stroming | Bijzonderheden                     |
| ----------------------- | ------------------------------------------ | ------------------ | ---------------------------------- |
| 1810 - 1825             | H.A. van de Graaff Hanedoes                |                    |                                    |
| 1825 - 1850             | Herman van der Colff                       |                    |                                    |
| 1851 - 1871             | Adriaan Hanedoes (1820-1883)               |                    |                                    |
| 1872 - 1876             | Willem Arnold Hendrik Gelderman            |                    | werd burgemeester van Noorddijk    |
| 28 februari 1877 - 1879 | Arnoud Mari Emile des Tombe                |                    | werd burgemeester van IJsselsteijn |
| 1879 - 1903             | Johannes Lambertus Kingmans junior         |                    |                                    |
| 1903 - 1925             | Peer Verhagen                              |                    |                                    |
| 1925 - 1943             | Jac van der Lely                           |                    |                                    |
| 1944 - 1945             | Y. van Straten                             |                    |                                    |
| 1946 - 1954             | Chr. van Rijswijk                          |                    |                                    |
| 1954 - 1962             | Albert Gerardus Alexander Dingemans Wierts | PvdA               |                                    |
| 1963 - 1989             | Lou (L.M.) Voster                          | PvdA               |                                    |
| 1989 - 2001             | Joop (M.J.Chr.) Worrell                    | PvdA               |                                    |
| 2001 - 2004             | Arie van Harten                            | CDA                |                                    |
| 2005 - 2005             | Kees (C.J.J.A.) Leijten                    | PvdA               | waarnemend                         |
| 2006 - 2013             | Frank (F.A.) Petter                        | CDA                |                                    |
| 9 september 2013 - 2019 | Arie Noordergraaf                          | SGP                | waarnemend                         |